# Бурная (река, впадает в Ладожское озеро)
Бу́рная (фин. Taipaleenjoki) — река в России, протекает по территории Приозерского района Ленинградской области. Представляет собой южный рукав реки Вуоксы, берёт своё начало из Суходольского озера (бывшего Суванто), впадает в Ладожское озеро, длина реки — 10 км. На реке есть несколько порогов — самый большой из них — «Падунец».
Крупный правый приток — Вьюн — впадает в Бурную в 5 километрах от её устья.

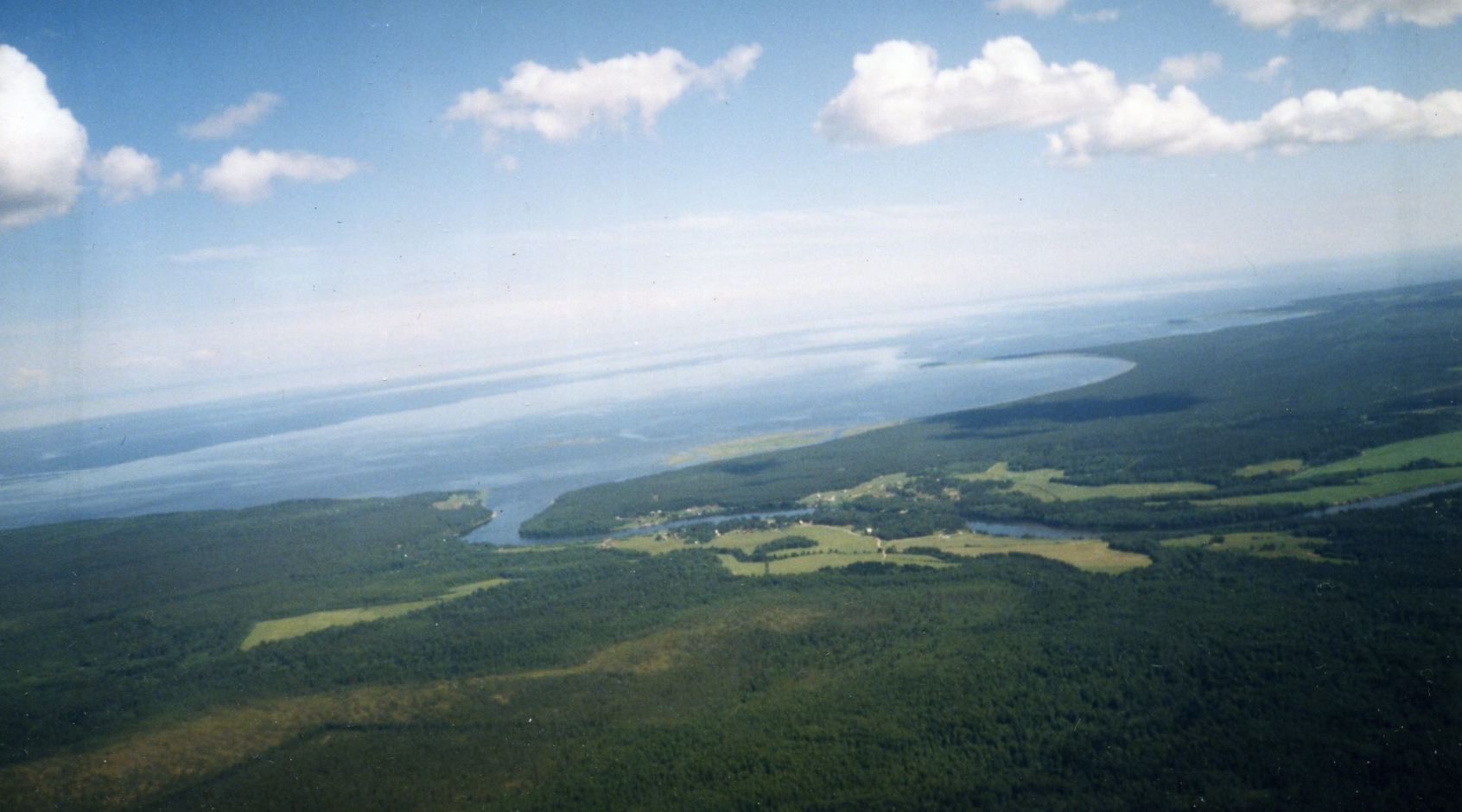
Впадение реки Бурной в Ладожское озеро. Вид с самолёта

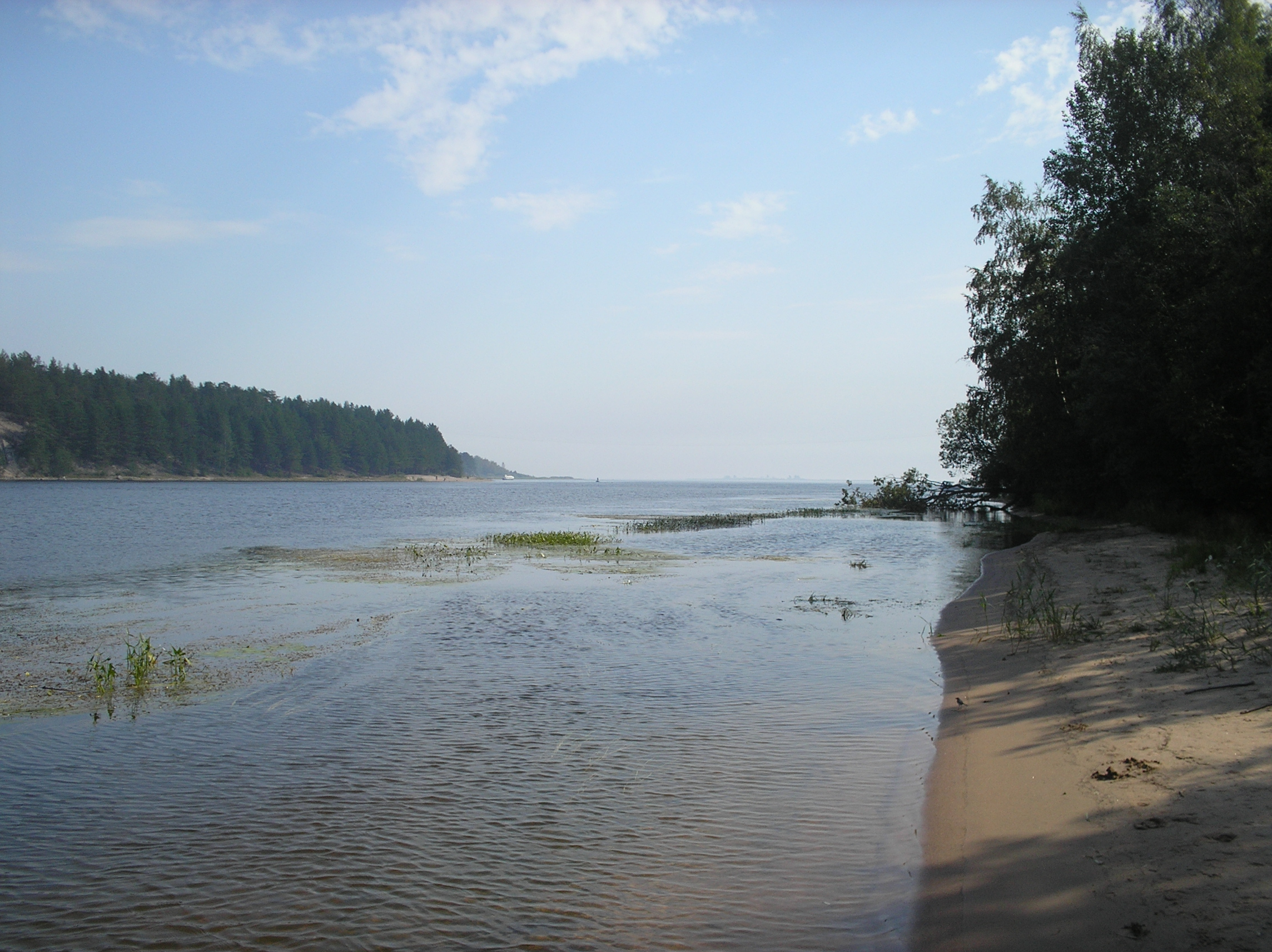
Устье Бурной

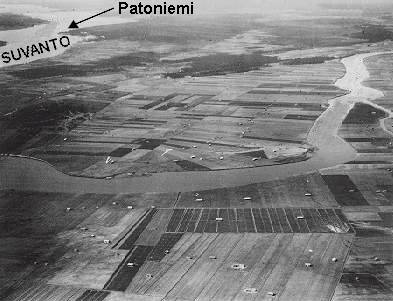
Вид на Тайпалеен-йоки (Бурную), слева озеро Суванто. (до 1939)

До 1818 года озеро Суванто имело сток в Вуоксу. От Ладожского озера оно отделялось широкой песчаной грядой. Весной 1818 года из-за быстрого таяния снега и обильных дождей воды озера сильно поднялись и затопили луга и пашни расположенной на гряде деревни Тайпале. Крестьяне начали рыть канал для спуска паводковых вод в Ладогу. В ночь с 18 на 19 мая была сильная буря, и волны озера, прорвав небольшую перемычку, углубили созданный канал и с большой скоростью устремились в Ладогу. За короткое время уровень воды в озере понизился на 7 м, ток воды в северо-западном направлении (к Вуоксе) прекратился. Образовалось новое русло с большими порогами на месте пересечения озовых холмов.
На небольшом перешейке между Суванто и Ладожским озером в прошлом находился старинный новгородский городок Волочёк Сванский (точное его местонахождение неизвестно). Согласно переписным окладным книгам XVI века, в Волочке, бывшем «пригородом» Корелы, насчитывалось 55 дворов, из которых 26 принадлежало торговым людям, а 29 — рыбакам. Население городка доходило до 400—450 человек. Волочёк Сванский принадлежал раньше Валаамскому монастырю и был куплен у него Великим князем Московским.
В XVII и XVIII веках на перешейке существовала крепость Тайпале, точное местонахождение которой неизвестно. Возможно, шведская крепость Тайпале — это Волочёк, но получивший новое название.
Здесь, на берегу Ладожского озера в районе деревни Тайпале заканчивалась линия Маннергейма, где 6 декабря 1939 года развернулась битва за Тайпале.
На порогах реки Бурной проводятся соревнования по водному слалому.